# Natica stenopa
Natica stenopa is een slakkensoort uit de familie van de Naticidae. De wetenschappelijke naam van de soort is voor het eerst geldig gepubliceerd in 1957 door Woodring.